# Sandaki
Sandaki, également connu sous le nom de Sandiki ou Santigi, est le Mansa de l'Empire du Mali de 1388 à 1389,. Selon Ibn Khaldun, Sandaki n'est pas son nom mais plutôt son titre, le mot mandingue pour « vizir ».
Sandaki est membre du conseil impérial et marié à la mère de Mansa Musa II. Lorsque Mansa Musa II meurt en 1387, le trône revint à son frère Maghan II, mais il est tué environ un an plus tard. Sandaki assume le pouvoir lui-même, mais est à son tour tué par Maghan III, un descendant de Soundiata,.